# Lario (Lazza)
Lario è un singolo del rapper italiano Lazza, pubblicato il 17 maggio 2017 per Sony come estratto dell'album Zzala.

## Descrizione
Si tratta di un brano puramente autocelebrativo, nel quale Lazza si rivolge ad un individuo invidioso del successo dell'artista, come indica lo stesso titolo della canzone: lario è infatti un termine  siciliano, il cui significato è «brutto».
All'interno del brano è presente un riff di pianoforte, suonato da Lazza stesso: si tratta di un estratto del Secondo Preludio per clavicembalo ben temperato in Do minore di Johann Bach.

## Video musicale
Il videoclip del brano, girato da Andrea Folino a Barcellona, è stato pubblicato su YouTube il 17 maggio 2017. Il termine lario è preso dal dialetto siciliano, e corrisponde all'espressione italiana fai schifo.

## Tracce
1. Lario – 3:14

## Classifiche
| Classifica (2017) | Posizione massima |
| ----------------- | ----------------- |
| Italia            | 59                |